# Obrezivanje
Obrezivanje (latinizam cirkumcizija, od lat. circumcisio) je operacijski zahvat kojim se odstranjuje ili oštećuje dio spolnog organa, najčešće prepucij (kožica na vrhu penisa) od glavića. Obrezivanje je zahvat raširen među raznim narodima i kulturama diljem svijeta.
Najpoznatije je obrezivanje prepucija penisa koje se spominje u Bibliji, a provodilo se kao znak saveza između Jahve i Abrahama, odnosno Boga i Židova. Obavljalo se na muškom novorođenčetu koje je navršilo 8 dana. Ovaj oblik obrezivanja kod Židova kasnije su preuzeli kršćani (do 325. godine), kao i muslimani, kod kojih je poznat pod imenom 'sunet'.  Obrezivanje muškaraca provodilo se (po Zelleru) na više načina, to su:
- incizija (incisio),
- perforacija, bušenje (perforatio),
- cirkumcizija (circumcisio vera),
- subincizija (introcisio) i
- testikularna ekstirpacija, odnosno odsjecanje jednog testisa (exstirpatio testiculi). Exstirpatio testiculi sinistri, poznavali su također Hotentoti, Ponapejci, stanovnici Prijateljskih otoka i neki narodi istočne Afrike. Kod australskih domorodaca bilo običaja vršenja teških sakaćenja subincizijom i testikularnom ekstirpacijom, a Kaj Birket-Smith navodi da ga je bilo i u Africi. Postojali su i oblici sakaćenja klitoridektomijom koje su se odvijale nad djevojčicama u Arabiji i Africi.

Obrezivanje nije prisutno samo kod Židova i Arapa, već i kršćana u ranom dobu kršćanstva, čak i danas u pojedinim afričkim državama. Razne vrste ovog običaja bile su prisutne i u velikim dijelovima Australije i nekim područjima Indonezije i Oceanije. Na ova dva posljednja mjesta javlja se nešto mlađa inačica, poznata kao incizija (incisio), urez u prednju kožicu. Kod Samoanaca se provodila incizija prepucija, a ovo su poznavali i na Celebesu, dok su njima znatno udaljeni Tatari (slučaj navodi Gmelin) provodili eksciziju (Excisio praeputii). Perforaciju prepucija poznavali su neki narodi u Kini i istočnom Turkistanu.
Razne vrste obrezivanja, ne računajući muslimanski sunet i židovsko obrezivanje dovode se u vezu s prelaskom iz dječjeg u svijet odraslih, odnosno pripadali su obredima inicijacija.
Godine 2016., udio obrezanih muškaraca u Hrvatskoj iznosio je 1,34%.

## Medicinski razlozi
U Americi se tijekom 1880-ih godina pod utjecajem dr. Johna Harveya Kellogga, utemeljitelja poznate američke tvornice žitnih pahuljica pojavila antimasturbacijska kampanja i njegova teorija da će obrezani dječaci manje masturbirati, a za djevojčice koje masturbiraju preporučivao je spaljivanje klitorisa kiselinom. Tako su se dječaci odmah po rođenju počeli obrezivati i u Sjedinjenim državama ta je operacija postala rutinska.
Tijekom postupka obrezivanja, gurne se duguljast instrument pod prepucij da ga se odigne s glavića penisa, zatim se odreže jedna trećina do jedne polovine kože na penisu, a tradicionalno se obavljala bez anestezije kako je i preporučivao dr. Kellogg. 
Danas, se medutim, cirkumcizija obavlja pod općom ili lokalnom anestezijom.
Grupa pedijatara, ukazuje da su zdravstvene dobiti obrezivanja ipak veće nego rizici.[nedostaje izvor]
U mnogim afričkim zemljama odrasle muškarce obrezuju da bi se spriječilo širenje AIDS-a, jer istraživanja pokazuju da se na ovaj način od AIDS-a i veneričnih bolesti štite i muškarci i žene, njihovi seksualni partneri. Svjetska zdravstvena organizacija je zaključila da obrezivanje u subsaharskoj Africi, u periodu od 20 godina, može spriječiti i do šest milijuna novih slučaja infekcije HIV-a i tri milijuna smrti.
Dr. Aaron Tobian, patolog koji izučava zdravstvene i ekonomske aspekte obrezivanja, kaže: „Tri istraživanja slučajnih uzoraka, što je najjači medicinski dokaz, pokazala su da obrezivanja muškaraca smanjuju infekcije HIV-om, genitalnim herpesom, papiloma virusom, koji izaziva rak grlića materice u žena i karcinom penisa.“
Doktori kažu da su komplikacije obrezivanja muške novorođenčadi vrlo rijetke i zanemarive, te da mlađe bebe imaju manje komplikacija nego kad se radi o obrezivanju starijih dječaka i muškaraca.
Prepucij ima puno živčanih svršetaka koji su osjetljivi na pritisak i održava glavić penisa vlažnim. Tijekom djetinjstva je unutarnja strana prepucija fizički povezana s kožom na glaviću penisa i to štiti otvor penisa od iritacija i infekcija, a s vremenom se stanice koje povezuju te dvije površine počnu same odvajati. Dječaci često povlače prepucij prema vrhu penisa, a kasnije ga, kad poodrastu počnu povlačiti prema korijenu, a najvažnije je održavati redovitu higijenu i kad dječak može povući prepucij, to treba činiti pod tušem i oprati ogoljeni dio penisa.

## Kontroverze
Sami operativni zahvat je i pun kontroverza u smislu je li etički prihvatljiv budući da se sami zahvat može napraviti bez samog pristanka pacijenta na kojem se to radi, muškom djetetu. Američka/talijanska tvrtka "Foregen" trenutno rade na procesu regeneracije obrezanih kožica, ali je to trenutno u procesu istraživanja.